# Megalophthalma ockerti
La megaloftalma (Megalophthalma ockerti) è un anfibio estinto, appartenente ai temnospondili. Visse nel Triassico medio (Ladinico, circa 242 - 235 milioni di anni fa) e i suoi resti sono stati ritrovati in Germania.

## Descrizione
Questo animale è noto solo per un cranio parziale e per un frammento di mandibola. Dal raffronto con animali simili e più conosciuti è possibile comunque ricostruirne l'aspetto. Megalophthalma si distingueva dagli altri temnospondili per le orbite eccezionalmente grandi (da qui il nome Megalophthalma, ovvero "grandi occhi") che occupavano gran parte del cranio ed erano circondate da una sottile impalcatura ossea. Come la maggior parte delle forme simili (i plagiosauridi), anche questo animale era dotato di un cranio piatto, ampio e grossomodo triangolare. Le orbite invece erano insolitamente a forma di pentagono. Le ossa nella parte posteriore del cranio (occipitali) erano altamente modificate, e mostrano somiglianze con quelle di Plagiosternum. Quest'ultimo genere e Megalophthalma erano privi di ossa prefrontali e postfrontali. 

## Classificazione
Megalophthalma ockerti venne descritto per la prima volta nel 2014, sulla base di resti fossili ritrovati nella formazione Erfurt della Germania sudoccidentale, in terreni databili all'Anisico. Megalophthalma è un rappresentante dei plagiosauridi, un gruppo di anfibi triassici dalle caratteristiche craniche peculiari, con crani corti e ampi. In particolare, sembra che questo animale facesse parte insieme a Plagiosternum di un clade noto come Plagiosterninae, intermedio tra i plagiosauridi basali come Plagiosuchus (che assomigliava vagamente ai temnospondili non plagiosauri, con un cranio più allungato) e il genere Gerrothorax, con un cranio ancor più modificato rispetto ai plagiosternini.

## Paleobiologia
Gli autori della prima descrizione di Megalophthalma hanno avanzato l'ipotesi che questo animale e gli altri plagiosauridi avessero occhi molto più piccoli delle loro orbite. La maggioranza delle ricostruzioni di plagiosauridi (in particolare di Gerrothorax) mostrano questi animali con occhi piatti che riempiono la maggior parte dell'orbita. Tuttavia, un occhio appiattito è estremamente improbabile poiché il cristallino sarebbe stato troppo vicino alla retina per focalizzare un'immagine. È quindi probabile che Megalophthalma e gli altri plagiosauridi possedessero occhi sferici come gli anfibi odierni. 

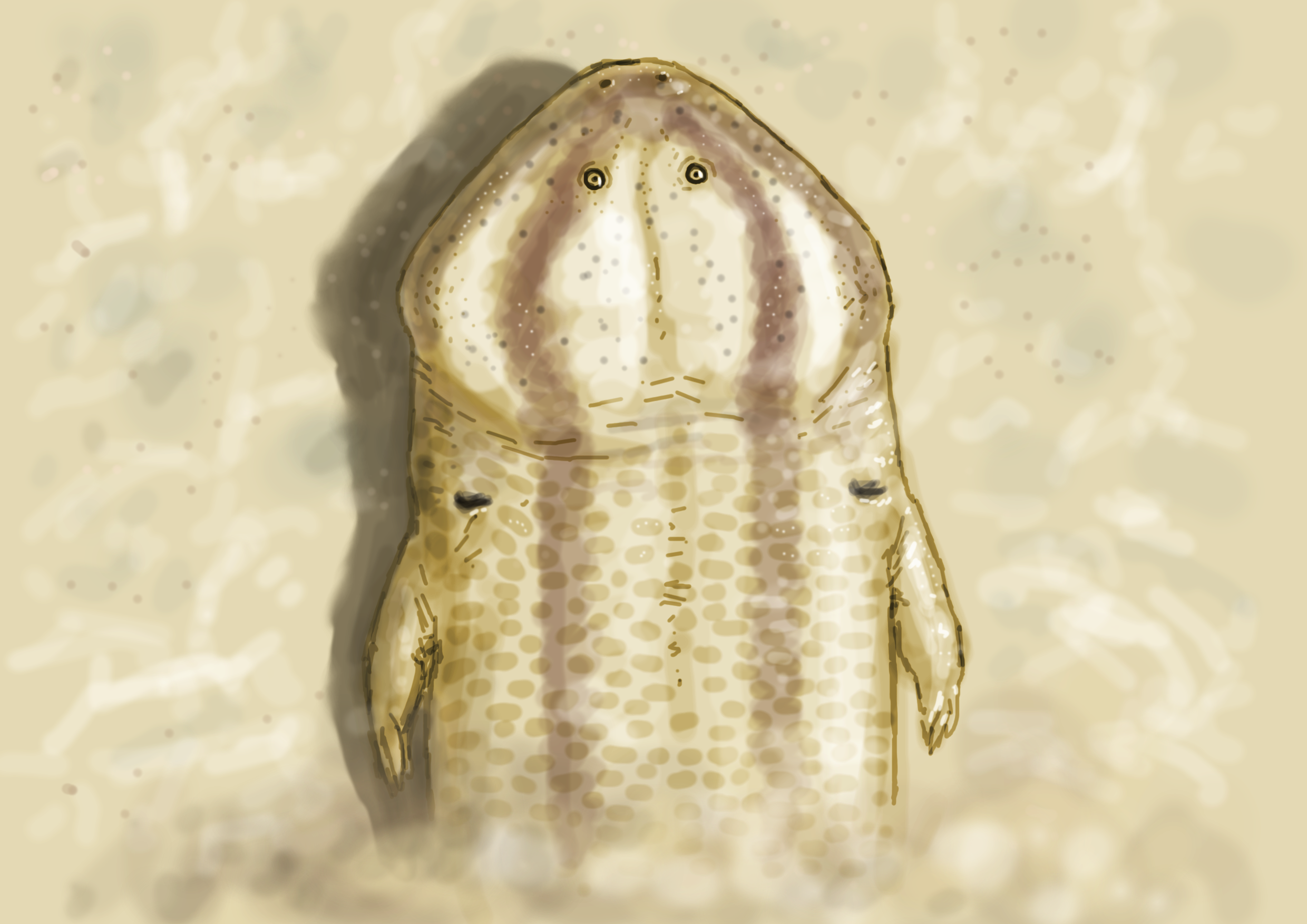
Possibile ricostruzione di Megalophthalma ockerti, sulla base degli studi di Schoch e colleghi (2104)

Il cranio di Megalophthalma è troppo piatto per un occhio sferico con l'ampiezza dell'orbita, ed è quindi probabile che l'occhio fosse molto più piccolo, forse meno di un centimetro di diametro. L'occhio era probabilmente posizionato vicino alla parte anteriore dell'orbita, come nei moderni anfibi dotati di piccoli occhi, ad esempio le salamandre criptobranchidi o le rane pipidi. Un'altra possibilità, anche se molto meno probabile, è che Megalophthalma e gli altri plagiosauridi avessero occhi simili a quelli del pesce abissale Ipnops, che sono ridotti a una retina simile a una guaina che copre la superficie superiore del cranio e sono capaci solo di rilevare movimenti nelle ombre. Come Ipnops, si ipotizza che i plagiosauri rimanessero sul fondale di specchi d'acqua e tendessero agguati alle prede che nuotavano sopra di loro. In ogni caso, Ipnops e i plagiosauridi sono solo imparentati molto lontanamente, ed è altamente improbabile che occhi privi di cristallino si siano evoluti anche in Megalophthalma.